# Sorpresa de Los Robles
La Sorpresa de Los Robles fue un enfrentamiento militar sucedido el 14 de mayo de 1630, en el contexto de la guerra de Arauco, donde se enfrentaron las fuerzas mapuches al mando del toqui Butapichón y un ejército español encabezado por el gobernador de Chile, Francisco Laso de la Vega, resultando vencedor este último. 

## Antecedentes
Después del desastre de Las Cangrejeras la situación en La Frontera se volvió muy tensa. Solamente el estallido de una epidemia conjunta de viruela y sarampión impidió una rebelión generalizada entre los mapuches. El 23 de diciembre de 1629, llegó a Concepción el nuevo gobernador Francisco Laso de la Vega con 500 soldados, 200 arcabuces, 180 mosquetes y 2634 cabezas de ganado que había reunido durante su año de estadía en Perú. Le había costado muchos meses reclutar a hombres en Lima, pues muchos eran reacios a servir en Chile.
El 5 de enero de 1630, Laso de la Vega viajó a Santiago de Chile para reunirse con el cabildo, regresando a Concepción el 18 de enero a preparar una campaña de castigo en la Araucanía. Por entonces liberó a varios prisioneros araucanos, algunos traídos desde Perú, y los envió con mensajes de pacificación a sus butalmapus y otros particulares al toqui Butapichón, invitándolos a celebrar un parlamento en Nacimiento el 1 de febrero. Sin embargo, aquellos prisioneros se volvieron los mayores instigadores de una rebelión. Así, tanto Butapichón como Lientur se dedicaron a saquear el obispado de Concepción.
Según el capitán de Estado Mayor chileno, Fabio Galdámez Lastra, los toquis Butapichón y Lientur habían reunido 4000 guerreros en Yumbel según informes españoles. En cambio, el historiador Diego Barros Arana sostenía que Butapichón había concentrado 3000 lanzas en Lebu, desde donde amenazaba el fuerte de Arauco, donde mandaba el maestre de campo Alonso de Figueroa y Córdoba. Por su parte, el cronista Vicente Carvallo Goyeneche decía que para enero Butapichón ya tenía 5000 hombres.
En la zona fronteriza de San Felipe de Austria, Figueroa y sus soldados estuvieron a punto de ser masacrados por Butapichón en Picolhue el 24 de enero de 1630. Para demostrar fortaleza, Laso de la Vega marchó con 600 a 700 soldados y 400 yanaconas (indios auxiliares) al sur del río Biobío, estableciendo su cartel general junto a las ciénagas de Lumaco. A mediados de marzo, envió hombres a Purén para capturar a Butapichón pero fracasaron, ya que este se ocultó y dispersó a sus guerreros. Por esto, los españoles solo quemaron cosechas y robaron ganado. Después volvieron a San Felipe de Austria con algunos prisioneros. El gobernador fue al fuerte Buena Esperanza a descansar.
A pesar de que luego enfermó, el gobernador nuevamente cruzó La Frontera y se acuarteló en el fuerte San Felipe de Yumbel. A inicios de mayo, Butapichón cruzó con 500 guerreros escogidos el Biobío por Coinco y eludió la vigilancia de Rebolledo. Sabedor que gobernador estaba en reposo por su mala salud, el toqui atacó San Bartolomé de Gamboa y las estancias cercanas, pero en cuanto se enteró, Laso de la Vega partió de inmediato a enfrentarlo a pesar de estar enfermo. Tenía 400 españoles y 100 yanaconas, pero al llegar se encontraron con que Butapichón ya se había retirado y cuando intentaron darle alcance no pudieron. Laso de la Vega quedó admirado de la velocidad y destreza de sus contrincantes.

## Combate
Los españoles continuaron su dura marcha por dos días hasta que el cansancio de hombres y caballos obligó a armar un campamento en un lugar llamado «el de Los Robles», en la orilla izquierda del río Itata, cerca del río Chodban, en la pradera de Quilaleu; eran las 16:00 horas. La infantería de arcabuceros viajaba a grupa de los caballos, lo que agotaba a los animales y forzaba a darles un descanso, pues durante dos días habían marchado apenas parando por unas horas. Lo que no sabían es que los mapuches los vigilaban ocultos en los bosques cercanos, pudiendo ser hasta 5000 según el historiador Edmundo González Salinas. Sin embargo, las crónicas indican que eran solamente 500. Los cronistas Carvallo Goyeneche y Pérez García escribieron que el gobernador contaba con 200 jinetes españoles, y que cada uno llevaba un arcabucero en su montura a grupa. Tesillo y Córdova hablan de 400 españoles. En cambio, el jesuita Diego de Rosales sólo dice que el gobernador tenía 400 caballos. Respecto de los yanaconas, cuando se cifran siempre se concuerda con que eran 100. Por último, el cronista Jerónimo de Quiroga no da números, pero afirma que el gobernador iba acompañado únicamente de su guardia personal y los indios de Yumbel.
La infantería alojó dentro del campamento y la caballería en las entradas. En cuanto apeó su caballo, el gobernador se dejó caer en la hierba para bajar con la húmeda las fiebres que sentía. Pronto sus soldados se dedicaron a descansar sin armas y sus oficiales se descuidaron, entonces y sin aviso se produjo una gran carga de los araucanos. Atacaron por tres lados a la vez con caballería e infantería, poniendo en fuga a los jinetes españoles en la entrada, que desordenaron a la infantería que tenían detrás. Según el cronista Pedro de Córdova, los araucanos cargaron en tres grandes escuadrones de caballería contra las entradas del campamento. Los mapuches estaban haciendo una matanza cuando el gobernador, solamente con su espada en mano y a caballo, logró reunir a los 12 capitanes de su guardia, invocó a Santiago el Mayor y cargó al grito de «¡Viva España!».
La batalla duró más de una hora en que los españoles no combatieron en formación y sin saber dónde estaban sus oficiales inmediatos, sin tener tiempo para disparar una sola vez; sólo cuando llegó el anochecer Butapichón se retiró herido. Había perdido la mitad de su gente, lo que equivalía a 250 muertos. Sin embargo, lograron capturar prisioneros, ganado y el capote de grana del gobernador.
Según Rosales, murieron 20 españoles, incluyendo el capitán Juan Pérez. En cambio, Pérez García dice que los españoles perdieron 40 soldados y un capitán de caballería. Carvallo Goyeneche afirmaba que murieron un capitán, cuarenta españoles y muchísimos auxiliares. Quiroga eleva el número de peninsulares muertos a 100, incluyendo el capitán de caballería Juan Pérez. Por último, Tesillo dice que cayeron 40 españoles y quedaron numerosos heridos. En los encuentros de Pilcuhue y Los Robles fallecieron todos los soldados venidos desde Potosí.
El gobernador persiguió a los vencidos, rescatando hasta la noche 17 cautivos y a la jornada siguiente otros 50, y el capitán Alfonso de Villanueva mató a un lonco que llevaba a un cautivo. En una carta dirigida al cabildo santiaguino y fechada el 14 de septiembre, el gobernador afirmaba: «La batalla que se ganó el 14 de mayo, con escarmiento del enemigo, y para castigo de su orgullo». Teóricamente, los españoles habían ganado la batalla, pero las bajas fueron muy altas y desmoralizaron al ejército, que al día siguiente regreso a Buena Esperanza. Sin embargo, Laso de la Vega creía que con esa victoria había conjurado la amenazada de una invasión contra la capital de Chile.

## Consecuencias
Como el invierno se acercaba, poniendo fin a las operaciones con sus lluvias, Laso de la Vega resolvió retornar a Concepción para dedicarse a cuestiones de gobierno civil, procurándose conseguir unos 100 000 pesos con los que mantener al ejército. Después de procurar organizar los recursos para alimentar a sus soldados, viajó a Santiago, donde llegó el 23 de julio, donde se reunió con el cabildo. Ahí organizó dos compañías de infantería y una de caballería que envió al sur, avisado por Juan Fernández Rebolledo y Alonso de Figueroa y Córdoba que los toquis estaban reuniendo un ejército de 7000 a 8000 guerreros; el cabildo procuró ayudarlo en estas labores.
En efecto, las noticias de la fallida campaña del gobernador se extendieron entre las tribus costeras y de los llanos, animando a una nueva rebelión. Sin embargo, el Lazo de la Vega ya sabía a que tipo de enemigo se enfrentaba y se estaba preparando.
A inicios de octubre, llegó a Santiago el militar Fernando de Bustamante Villegas, quien le informó al gobernador que dos indios amigos le confirmaron que Butapichón y Quepuantu estaban preparándose para destruir los fuertes de La Frontera. Lazo de la Vega reunió 30 voluntarios de caballería que se sumaron a los 180 hombres de las tres compañías reclutadas, los despachó a Concepción a inicios de noviembre mientras él partía el 5 de diciembre. En la ciudad sureña dejó a cargo a Figueroa y Córdoba y en Arauco a Fernando de Zea, luego partió al sur. Pronto se dio la gran batalla de La Albarrada.